# Apple A16
Apple A16 Bionic (англ. A16 Bionic chip) — система на кристалле от корпорации Apple из серии Apple Ax, модель осени 2022 года. В состав системы входит 64-битный 6-ядерный ARM-микропроцессор. Разработан Apple и производится контрактным производителем TSMC по усовершенствованному 4-нанометровому (N4P) техпроцессу.
Содержит 16 млрд транзисторов.

## Описание
Основные блоки A16 Bionic — это вычислительные и графические ядра. Сам чип содержит:
- Два вычислительных ядра высокой производительности (для сложных вычислительных задач);
- Четыре вычислительных ядра повышенной энергоэффективности (для повседневных дел);
- Пять графических ядер Apple GPU (с поддержкой технологии Metal[англ.] 3, реализованной в Apple iOS 16[2]).
- 16‑ядерный нейропроцессор Neural Engine, способный выполнять до 17 триллионов операций в секунду[3].
- Новый процессор обработки изображений (ISP), позволяющий улучшить вычислительные возможности фотографии. Он был разработан для работы с датчиком изображения с более высоким разрешением, способным выполнять до 4 триллионов операций на фотографию.
- Новый движок Display Engine, обеспечивающий работу функции «Always On Display», а также выполняющий другие задачи, такие как понижение частоты обновления экрана до 1 Гц, обеспечивание повышенной пиковой яркости дисплея и улучшение сглаживания для плавных анимаций Dynamic Island.

A16 Bionic — улучшенный вариант чипа Apple A15 Bionic, получивший усовершенствованный и оптимизированный 5-ядерный графический ускоритель (GPU). Apple заявляет, что в этом новом чипе применён самый быстрый мобильный центральный процессор. Но при этом энергопотребление этого нового чипа снижено на 20 % по сравнению с предшественником.

## Применение
Устройства, использующие Apple A16 Bionic:
- iPhone 14 Pro и iPhone 14 Pro Max — с сентября 2022 года по сентябрь 2023 года[1].
- iPhone 15 и iPhone 15 Plus — с сентября 2023 года[9].
- iPad (11-го поколения) — с марта 2025 года[10].